# こちら亀座の女
「こちら亀座の女」（こちらかめざのおんな）は、山田修とハローナイツの2枚目のシングル。1999年8月21日にzetimaから発売された。

## 概要
- フジテレビ系列で放送されたテレビアニメ『こちら葛飾区亀有公園前派出所』の4代目オープニングテーマとして[2]、第136話（1999年8月1日）から第144話（1999年11月21日）まで使用された。
- シャ乱Qのつんく♂プロデュースである[3]。

## 収録曲
1. こちら亀座の女 [4:50]
作詞・作曲：つんく♂、編曲：小西貴雄
  - フジテレビ系テレビアニメ『こちら葛飾区亀有公園前派出所』オープニングテーマ
2. こちら亀座の女 〜公園前ヴァージョン〜 [6:00]
3. こちら亀座の女（オリジナル・カラオケ） [4:49]

## 収録アルバム
| 曲名           | 収録アルバム                                  | 発売日        | 規格品番   |
| -------------- | --------------------------------------------- | ------------- | ---------- |
| こちら亀座の女 | 『こち亀百歌選 〜主題歌ベストコレクション〜』 | 2003年3月19日 | PCCA-01869 |